# Megapteriscus
Megapteriscus longicaudatus è una specie estinta di pesce osseo appartenente ai paleonisciformi, i cui fossili sono stati ritrovati in Australia in terreni risalenti al Triassico medio. Rappresenta l'unica specie nota del genere †Megapteriscus.

## Descrizione
Megapteriscus è noto da un solo esemplare fossile quasi completo, l'olotipo P 16827, conservato presso la collezione del Natural History Museum di Londra. L'individuo presenta una testa schiacciata ma un corpo ben conservato, che ha permesso una descrizione generale del taxon.
La specie si caratterizza per una coda eccezionalmente lunga e per la presenza di numerosi raggi nelle pinne, peculiarità che la distinguono da altri rappresentanti affini. Queste caratteristiche morfologiche suggeriscono adattamenti specifici per il nuoto.

## Classificazione
Megapteriscus longicaudatus venne descritto per la prima volta da Wade nel 1935, sulla base di un fossile ritrovato nella zona di Brookvale, nel bacino di Sydney in Australia. Originariamente, Wade incluse Megapteriscus all'interno dei Chondrostei, all'interno del gruppo parafiletico dei Palaeopterygii. Tuttavia, nel 1963 Gardiner attribuì il genere all'ordine Palaeonisciformes (anch'esso probabilmente parafiletico) e alla famiglia Stegotrachelidae. È probabile che Megapteriscus fosse effettivamente un membro dei Palaeonisciformes, ma la famiglia Stegotrachelidae è considerata parafiletica.